# Ixoroideae
Ixoroideae es una subfamilia de plantas perteneciente a la familia Rubiaceae. Su representante más conocido por su importancia económica es el cafeto, Coffea arabica.

## Tribus y géneros
Tribus en Wikispecies
- Alberteae, Coffeeae, Condamineeae, Cremasporeae, Gardenieae, Ixoreae, Octotropideae, Pavetteae, Posoquerieae, Vanguerieae, Incertae Sedis

Tribus en NCBI
- Alberteae, Aulacocalyceae, Bertiereae, Coffeeae, Condamineeae, Cremasporeae, Gardenieae, Greeneeae, Hippotideae, Ixoreae, Mussaendeae, Octotropideae, Pavetteae, Posoquerieae, Retiniphylleae, Sabiceeae, Sipaneeae, Vanguerieae